# 42-й стрелковый корпус
42-й стрелковый корпус — общевойсковое формирование (соединение, стрелковый корпус) РККА, в Вооружённых Силах СССР во время Великой Отечественной войны.
Сокращённое наименование — 42 ск.

## 1-е формирование

### История
Управление корпусом формировалось с февраля 1941 года в Ленинградском военном округе.
В действующей армии с 22.06.1941 по 14.10.1941 года.
На 22.06.1941 года управление корпуса находилось в Кандалакше. Дивизии, входившие в корпус, располагались на тот момент следующим образом: 122-я стрелковая дивизия непосредственно на государственной границе от района западнее Алакуртти на севере до границы Северного полярного круга на юге. 104-я стрелковая дивизия дислоцировалась южнее, в районе станции Лоухи.
В бой первой из соединений корпуса вступила 122-я стрелковая дивизия, действуя совместно с переброшенной из Пскова 1-й танковой дивизией, отражая удар вражеской группировки на кандалакшском направлении вдоль железной и шоссейной дорог Куолаярви-Кандалакша. Против дивизии действовал немецкий 36-й армейский корпус совместно с силами финской 6-й пехотной дивизии. Кроме того, в составе группировки были финские 40-й и 211-й танковые батальоны особого назначения, насчитывавшие около 100 танков.
Только на восьмой день наступления вражеской группировке удалось прорвать оборону дивизии и тем самым создать угрозу выхода в тыл. Распоряжением командира корпуса соединения отошли на рубеж озёр Куолаярви и Апаярви, где была подготовлена вторая полоса обороны и уже заняла позиции 104-я стрелковая дивизия (без 242-го стрелкового полка). Прорвавшиеся в район 10 километров восточнее Кайлара немецкие и финские части к 11.07.1941 были не только остановлены, но и разгромлены.
Наступление на участке, занимаемом соединениями корпуса, было возобновлено только 19.08.1941 года. Корпус был вынужден с боями отойти и закрепился в 4 — 5 километрах восточнее Алакуртти, где линия фронта стабилизировалась до 1944 года.
14.10.1941 года управление корпуса было расформировано и обращено на формирование управления Кандалакшской оперативной группы.

### Полное наименование
42-й стрелковый корпус

### Боевой состав
| Дата       | Фронт (округ)               | Армия      | В составе (стрелковые)                            | Другие части, в том числе приданные                                                          | Примечания                    |
| ---------- | --------------------------- | ---------- | ------------------------------------------------- | -------------------------------------------------------------------------------------------- | ----------------------------- |
| 22.06.1941 | Ленинградский военный округ | -          | 104-я стрелковая дивизия 122-я стрелковая дивизия | 293-й отдельный батальон связи 279-й отдельный сапёрный батальон 50-я полевая касса Госбанка | с 24.06.1941 — Северный фронт |
| 01.07.1941 | Северный фронт              | 14-я армия | 104-я стрелковая дивизия 122-я стрелковая дивизия | 293-й отдельный батальон связи 279-й отдельный сапёрный батальон 50-я полевая касса Госбанка | —                             |
| 10.07.1941 | Северный фронт              | 14-я армия | 104-я стрелковая дивизия 122-я стрелковая дивизия | 293-й отдельный батальон связи 279-й отдельный сапёрный батальон 50-я полевая касса Госбанка | —                             |
| 01.08.1941 | Северный фронт              | 14-я армия | 104-я стрелковая дивизия 122-я стрелковая дивизия | 293-й отдельный батальон связи 279-й отдельный сапёрный батальон 50-я полевая касса Госбанка | —                             |
| 01.09.1941 | Карельский фронт            | 14-я армия | 104-я стрелковая дивизия 122-я стрелковая дивизия | 293-й отдельный батальон связи 279-й отдельный сапёрный батальон 50-я полевая касса Госбанка | —                             |
| 01.10.1941 | Карельский фронт            | 14-я армия | 104-я стрелковая дивизия 122-я стрелковая дивизия | 293-й отдельный батальон связи 279-й отдельный сапёрный батальон 50-я полевая касса Госбанка | —                             |

### Командование
- Панин, Роман Иванович (с 14.03.1941 по 23.08.1941), генерал-майор
- Морозов, Степан Ильич (с 24.08.1941 по 14.10.1941), генерал-майор

## 2-е формирование

### История
Управление корпуса сформировано в мае 1943 года в Московском военном округе.
В действующей армии с 12.06.1943 года по 09.05.1945 года.
С момента поступления в действующие войска вошёл в состав 48-й армии, которая занимала позиции между Новосилем и Малоархангельском. Корпус занял позиции в районе села Алексеевка и Корсунского леса.
Бои во время Курской битвы шли непосредственно вблизи частей корпуса, непосредственно не коснувшись корпусных соединений, исключая левофланговую 16-ю Литовскую стрелковую дивизию.
Перед корпусом стояла задача форсировать реку Неручь и овладеть станцией Змиевка, в дальнейшем двигаться на Кромы. С 23.07.1943 соединения корпуса перешли в наступление, к ночи следующего дня всеми соединениями корпус форсировал Неручь и занялся преследованием отступавших вражеских соединений. К 05.08.1943 года соединения корпуса с боями вышли к реке Ока севернее города Кромы. К 18.08.1943 корпус продвинулся несколько дальше Кром на запад, но был остановлен на укреплённом рубеже Хаген.
В ходе дальнейшего наступления войск Центрального фронта, начатого 26.08.1943 корпус сначала наступал в направлении Суземки, после её освобождения и перегруппировки с территории Украины наступал через юго-запад Брянской области в общем направлении на Гомель, приняв участие в освобождении Новозыбкова 25.09.1943. К 30.09.1943 года находился на подступах к Гомелю. В октябре 1943 года соединения корпуса форсировали Сож и завязали бои за Гомель, при этом 10.10.1943 года освободив Добруш.
C 10.11.1943 года корпус участвует в Гомельско-Речицкой операции, в ходе которой наступал на Речицу, в освобождении которой принял участие 17.11.1943 года, затем пересёк железную дорогу Жлобин-Калинковичи и вышел в район Паричи. В январе-марте 1944 года корпус ведёт тяжёлые затяжные наступательные бои в общем направлении на Бобруйск, понёс потери, несколько продвинувшись вперёд.
01.03.1944 выведен в резерв, 11.03.1944 переброшен на могилёвское направление, совершив марш из-под Жлобина до Ново-Быхова, однако, в связи с общим неуспехом наступления на Могилёв был возвращён обратно.
С конца апреля 1944 года корпус стоял во втором эшелоне армии близ Рогачёва. С 24.06.1944 принимает участие в операции Багратион, наступая из района севернее Рогачёва в направлении Рудня Бронская — Кошары. Форсировав реку Ола, корпус вдоль шоссе вышел на подступы к Бобруйску и завязал бои за город. 137-я стрелковая дивизия из состава корпуса форсировала Березину и ворвалась в город.
Корпус продолжил наступление, форсировал реку Зельвянка, овладел городками Мендыжеч и Лопеница-Мала, затем наступал в общем направлении Цехановец — Чижев — Острув-Мазовецки. Продолжая наступление, части корпуса 30.07.1944 взяли Бельск. После недели боёв в районе Бельска, с 08.08.1944 корпус продолжил наступление, 28.08.1944 года перешёл границу СССР. Затем, в ходе Ломжа-Ружанской наступательной операции корпус захватил плацдарм на реке Нарев (при поддержке приданных частей: 479-й миномётный полк, 42-й отдельный танковый полк, 341-й тяжёлый самоходно-артиллерийский полк и 32-й отдельный инженерно-сапёрный батальон), в течение месяца медленно расширял плацдарм, а 11.10.1944 перешёл в наступление с плацдарма, однако, можно сказать безуспешно. Ожесточённые бои на Наревском плацдарме корпус вёл до середины ноября 1944 года, когда фронт стабилизировался.
С 14.01.1945 года корпус, имея в первом эшелоне 170-ю стрелковую дивизию и 399-ю стрелковую дивизию, во втором эшелоне 137-ю стрелковую дивизию перешёл в наступление в направлении на крепость Млава, которая была взята 18.01.1945 года. К концу января 1945 года некоторые соединения корпуса вышли к Балтийскому морю. До 17.02.1945 года корпус продолжает тяжёлые наступательные бои с различной степенью успеха и 17.02.1945 перешёл к обороне у Браунсберга.
24.02.1945 корпус сдал свои позиции и передислоцировался в район западнее Эльбинга с задачей форсировать реку Ногат, один из протоков Вислы, и наступать в общем направлении коса Фрише-Нерунг. В течение марта 1945 года велись тяжёлые наступательные бои, был взят город Фюрстенау, к 09.03.1945 корпус вышел на подступы к городу Тигенхоф и до 19.03.1945 вёл безуспешные бои за город, после чего был выведен во второй эшелон армии в Эльбинг.
Последние бои корпус вёл уже в мае 1945 года в наступлении в направлении города Штееген.

### Полное наименование
42-й стрелковый корпус

### Боевой состав
| Дата       | Фронт                    | Армия      | В составе (стрелковые)                                                                              | Другие части, в том числе приданные                                                         | Примечания        |
| ---------- | ------------------------ | ---------- | --------------------------------------------------------------------------------------------------- | ------------------------------------------------------------------------------------------- | ----------------- |
| 01.06.1943 | Московский военный округ | —          | —                                                                                                   | —                                                                                           | только управление |
| 01.07.1943 | Центральный фронт        | 48-я армия | 16-я стрелковая дивизия 202-я стрелковая дивизия 399-я стрелковая дивизия                           | 934-й отдельный батальон связи 2812-я военная почтовая станция 360-я полевая ремонтная база | —                 |
| 01.08.1943 | Центральный фронт        | 48-я армия | 16-я стрелковая дивизия 399-я стрелковая дивизия                                                    | 934-й отдельный батальон связи 2812-я военная почтовая станция 360-я полевая ремонтная база | —                 |
| 01.09.1943 | Центральный фронт        | 48-я армия | 307-я стрелковая дивизия 399-я стрелковая дивизия                                                   | 934-й отдельный батальон связи 2812-я военная почтовая станция 360-я полевая ремонтная база | —                 |
| 01.10.1943 | Центральный фронт        | 48-я армия | 73-я стрелковая дивизия 307-я стрелковая дивизия 399-я стрелковая дивизия                           | 934-й отдельный батальон связи 2812-я военная почтовая станция 360-я полевая ремонтная база | —                 |
| 01.11.1943 | Белорусский фронт        | 48-я армия | 73-я стрелковая дивизия 170-я стрелковая дивизия 307-я стрелковая дивизия 399-я стрелковая дивизия  | 934-й отдельный батальон связи 2812-я военная почтовая станция 360-я полевая ремонтная база | —                 |
| 01.12.1943 | Белорусский фронт        | 48-я армия | 170-я стрелковая дивизия 194-я стрелковая дивизия 399-я стрелковая дивизия                          | 934-й отдельный батальон связи 2812-я военная почтовая станция 360-я полевая ремонтная база | —                 |
| 01.01.1944 | Белорусский фронт        | 48-я армия | 170-я стрелковая дивизия 194-я стрелковая дивизия 399-я стрелковая дивизия                          | 934-й отдельный батальон связи 2812-я военная почтовая станция 360-я полевая ремонтная база | —                 |
| 01.02.1944 | Белорусский фронт        | 48-я армия | 137-я стрелковая дивизия 399-я стрелковая дивизия                                                   | 934-й отдельный батальон связи 2812-я военная почтовая станция 360-я полевая ремонтная база | —                 |
| 01.03.1944 | 1-й Белорусский фронт    | 48-я армия | 137-я стрелковая дивизия 170-я стрелковая дивизия 399-я стрелковая дивизия                          | 934-й отдельный батальон связи 2812-я военная почтовая станция 360-я полевая ремонтная база | —                 |
| 01.04.1944 | 1-й Белорусский фронт    | 50-я армия | 137-я стрелковая дивизия 170-я стрелковая дивизия 369-я стрелковая дивизия 399-я стрелковая дивизия | 934-й отдельный батальон связи 2812-я военная почтовая станция 360-я полевая ремонтная база | —                 |
| 01.05.1944 | 1-й Белорусский фронт    | 3-я армия  | 137-я стрелковая дивизия 170-я стрелковая дивизия 399-я стрелковая дивизия                          | 934-й отдельный батальон связи 2812-я военная почтовая станция 360-я полевая ремонтная база | —                 |
| 01.06.1944 | 1-й Белорусский фронт    | 3-я армия  | 137-я стрелковая дивизия 170-я стрелковая дивизия 399-я стрелковая дивизия                          | 934-й отдельный батальон связи 2812-я военная почтовая станция 360-я полевая ремонтная база | —                 |
| 01.07.1944 | 1-й Белорусский фронт    | 48-я армия | 137-я стрелковая дивизия 170-я стрелковая дивизия 399-я стрелковая дивизия                          | 934-й отдельный батальон связи 2812-я военная почтовая станция 360-я полевая ремонтная база | —                 |
| 01.08.1944 | 1-й Белорусский фронт    | 48-я армия | 137-я стрелковая дивизия 170-я стрелковая дивизия 399-я стрелковая дивизия                          | 934-й отдельный батальон связи 2812-я военная почтовая станция 360-я полевая ремонтная база | —                 |
| 01.09.1944 | 1-й Белорусский фронт    | 48-я армия | 137-я стрелковая дивизия 194-я стрелковая дивизия 399-я стрелковая дивизия                          | 934-й отдельный батальон связи 2812-я военная почтовая станция 360-я полевая ремонтная база | —                 |
| 01.10.1944 | 2-й Белорусский фронт    | 48-я армия | 137-я стрелковая дивизия 170-я стрелковая дивизия 399-я стрелковая дивизия                          | 934-й отдельный батальон связи 2812-я военная почтовая станция 360-я полевая ремонтная база | —                 |
| 01.11.1944 | 2-й Белорусский фронт    | 48-я армия | 137-я стрелковая дивизия 170-я стрелковая дивизия                                                   | 934-й отдельный батальон связи 2812-я военная почтовая станция 360-я полевая ремонтная база | —                 |
| 01.12.1944 | 2-й Белорусский фронт    | 48-я армия | 137-я стрелковая дивизия 170-я стрелковая дивизия 399-я стрелковая дивизия                          | 934-й отдельный батальон связи 2812-я военная почтовая станция 360-я полевая ремонтная база | —                 |
| 01.01.1945 | 2-й Белорусский фронт    | 48-я армия | 137-я стрелковая дивизия 170-я стрелковая дивизия 399-я стрелковая дивизия                          | 934-й отдельный батальон связи 2812-я военная почтовая станция 360-я полевая ремонтная база | —                 |
| 01.02.1945 | 2-й Белорусский фронт    | 48-я армия | 137-я стрелковая дивизия 170-я стрелковая дивизия 399-я стрелковая дивизия                          | 934-й отдельный батальон связи 2812-я военная почтовая станция 360-я полевая ремонтная база | —                 |
| 01.03.1945 | 3-й Белорусский фронт    | 48-я армия | 137-я стрелковая дивизия 170-я стрелковая дивизия                                                   | 934-й отдельный батальон связи 2812-я военная почтовая станция 360-я полевая ремонтная база | —                 |
| 01.04.1945 | 3-й Белорусский фронт    | 48-я армия | 137-я стрелковая дивизия 170-я стрелковая дивизия 399-я стрелковая дивизия                          | 934-й отдельный батальон связи 2812-я военная почтовая станция 360-я полевая ремонтная база | —                 |
| 01.05.1945 | 3-й Белорусский фронт    | 48-я армия | 137-я стрелковая дивизия 170-я стрелковая дивизия 399-я стрелковая дивизия                          | 934-й отдельный батальон связи 2812-я военная почтовая станция 360-я полевая ремонтная база | —                 |

### Командование
Командиры
- Колганов, Константин Степанович (с 01.06.1943 по 24.07.1945), генерал-майор, с 29.10.1943 — генерал-лейтенант
- Васильев, Георгий Андрианович (с 25.07.1945 по ??.09.1945), гвардии генерал-майор

Заместители командира
- Жабрев, Фёдор Никитич (с ??.10.1943 по ??.04.1944), гвардии генерал-майор

Начальник полиотдела
- Лазарев, Александр Павлович (с ??.05.1943 по ??.06.1945)[1], гвардии полковник